# Horsens Håndboldklub
Le Horsens Håndboldklub (ou Horsens HK) est un club danois de handball féminin localisé à  Horsens.

## Palmarès
compétitions nationales
- vainqueur de la coupe du Danemark en 2005

## Effectif actuel
Équipe pour la saison 2019-2020
| gardiennes - 13 Claudia Rompen - 16 Frederikke Rasmussen ailières droites - 11 Daniela Gustin - 66 Charlotte Bisser ailières gauches - 00 Mette Lassen - 22 Camilla Sommer - 77 Kathrine Kubicki pivots - 07 Ricka Gindrup - 20 Märta Hedenquist - 97 Line Skak | arrières gauches - 18 Othilia Brøndum Christensen - 21 Frederikke Gulmark - 23 Amalie Wichmann - 88 Emily Baunsgaard demi-centres - 04 Amanda Brogaard - 06 Camilla Madsen - 26 Melissa Petrén arrières droite - 10 Nadja Lærke Jensen |

## Anciennes joueuses
- Vivi Kjærsgaard
- Gitte Madsen
- Anja Hansen
- Karen Brødsgaard
- Christina Roslyng
- Louise Pedersen
- Karin Mortensen
- Tine Ladefoged
- Mette Sjøberg
- Jane Wangsøe Knudsen
- Jeanette Nilsen
- Ann Grete Nørgaard
- Annika Wiel Fréden
- Åsa Mogensen